# Clickbait

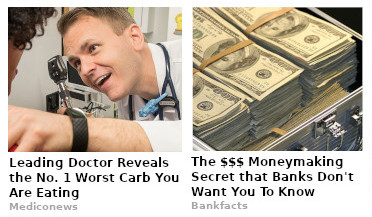
Przykłady clickbaitu (od lewej): "Czołowy lekarz ujawnia najgorszy węglowodan nr 1, który spożywasz" oraz "Sekret zarabiania pieniędzy, którego banki nie chcą, abyś znał"

Clickbait (ang. click „kliknięcie”, bait [beɪt] „przynęta”) (wym. klikbejt lub klikbajt) – zjawisko internetowe polegające na przyciąganiu uwagi za pomocą tytułów bądź miniaturek, które przesadnie wyolbrzymiają faktyczną treść lub znaczenie artykułu.

## Charakterystyka
Głównym celem clickbaitu jest generowanie zysków z reklam internetowych („wyskakujących” często równolegle z kliknięciem w nagłówek), kosztem rzetelności informacji. Coraz częściej również odbywa się to kosztem merytorycznego związku nagłówka z treścią, do której ten kieruje. 
Clickbait charakteryzuje się sensacyjnym nagłówkiem lub miniaturką przyciągającą uwagę, co ma zachęcić do kliknięcia w tak oznaczony materiał oraz (co powoli wchodzi do standardu) jego udostępniania w serwisach społecznościowych. Wykorzystuje zwykle naturalną ciekawość człowieka (ang. curiosity gap) dostarczając krótkie, chwytliwe hasło, które zaciekawia internautę. Hasło to jednak, choć posiada silne zabarwienie emocjonalne, jest na ogół luźno powiązane z treścią samego artykułu (bywa nawet, że nie jest powiązane wcale). 
Cechą charakterystyczną zjawiska clickbaitu jest konieczność kliknięcia w artykuł, aby przejść do właściwej treści. Najczęściej, kończy się to zetknięciem z informacjami, które zapowiadały się ciekawiej lub prezentują inną niż przewidywana tematykę, co jest bardzo irytujące dla użytkownika. Irytację wzmacnia obecność reklam, ulokowanych często tak, że czytanie artykułu jest utrudnione. 
Pojęcia clickbait używa się potocznie w dwojakim znaczeniu; jedno z nich odnosi się do całości powyżej opisanego zjawiska, drugie zaś do samego nagłówka wiadomości. 